# Danio kyathit
Espèce
Statut de conservation UICN

 NT  : Quasi menacé
Danio kyathit est une espèce de petits poissons de la famille des Cyprinidae, native de Birmanie. Il existe deux formes de couleur reconnues, la rayée qui est vendue sous le nom Orange finned danio et celle à points ou Ocelot danio.

## Liste des non-classés

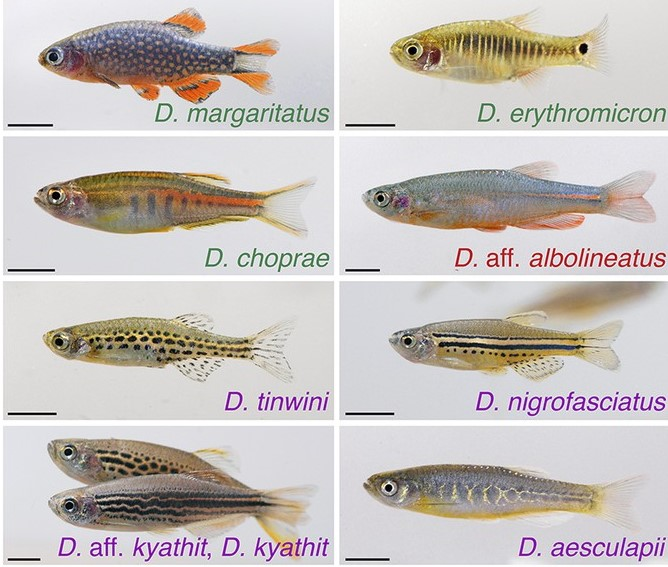
Neuf espèces de Danio dont Danio kyathit 'spotted' (à points) et Danio kyathit 'striped' (à rayures).

Selon NCBI (14 novembre 2018) :
- non-classé Danio kyathit 'spotted'
- non-classé Danio kyathit 'striped'

## Description
La taille maximale connue pour Danio kyathit est de 35 mm.

## Étymologie
Son nom spécifique, kyathit, « léopard » en birman, lui a été donné en référence à sa livrée.

## Publication originale
- Fang, 1998 : Danio kyathit, a new species of cyprinid fish from Myitkyina, northern Myanmar. Ichthyological Exploration of Freshwaters, vol. 8, n. 3, p. 273-280[5].